# Storia genetica dell'Italia

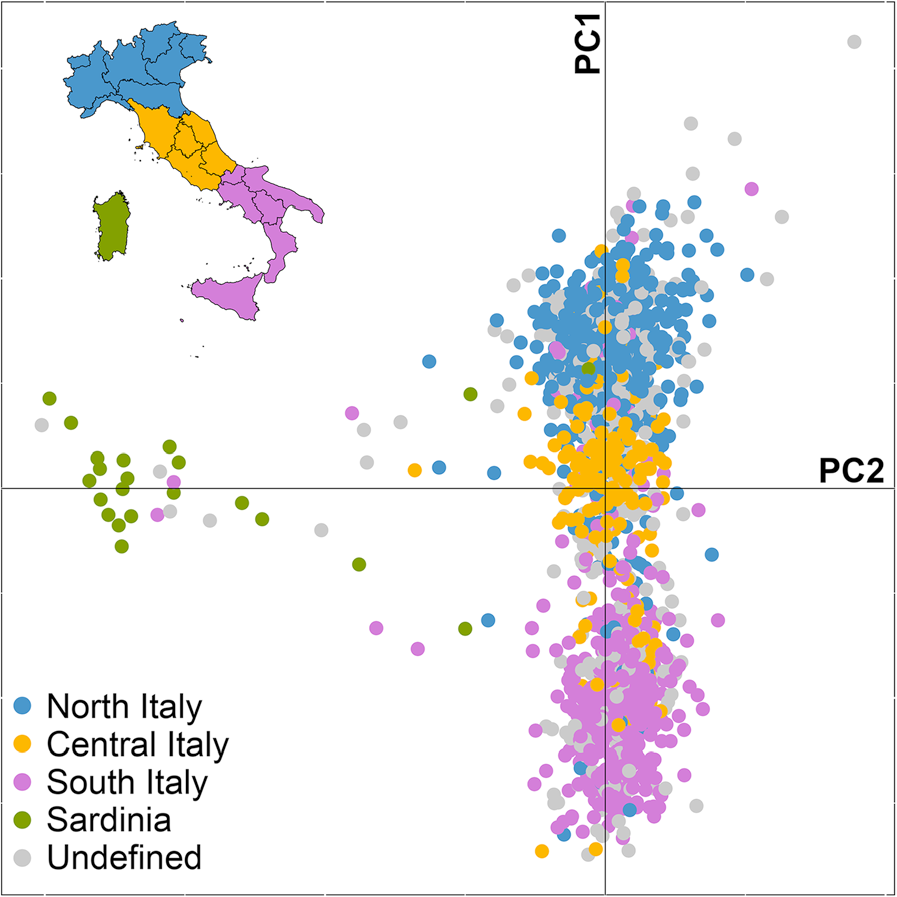
Analisi delle componenti principali della popolazione italiana.

La storia genetica dell' Italia include informazioni attorno la formazione, etnogenesi, e altre specificità sul DNA riguardante gli abitanti dell'Italia. Gli Italiani moderni, in linea di massima, discendono direttamente dai Popoli dell'Italia antica, tra cui i parlanti di Lingue indoeuropee quali gli Italici in senso stretto (I Romani e altri Latini, Falisci, Piceni, Umbri, Osci, Siculi, Elimi e Veneti), cosi come da coloni Greci, Galli Cisalpini e Iapigi; e da parlanti di lingue preindoeuropee quali gli Etruschi, Liguri, Reti, Euganei, Sicani e Nuragici. Basato su analisi del DNA, vi è traccia di una sottostruttura genetica regionale e continuità dentro l'Italia moderna risalente all'antichità.
Nel loro rapporto di mescolazione, gli Italiani sono simili agli altri popoli dell'Europa Mediterranea, e questo dato principalmente da un'ascendenza Neolitica portata dai Primi agricoltori europei, insieme ad apporti minori, ma comunque rilevanti, di discendenza Mesolitica data dai Cacciatori-raccoglitori occidentali, Pastori dell'Età del bronzo (Popoli indoeuropei) e ascendenza Iraniana/Caucasica dell'Età del Bronzo o del rame. Secondo molteplici studi sul genoma intero, gli Italiani del sud sono più vicini ai Greci moderni, mentre gli Italiani del Nord sono più vicini agli Spagnoli, i Portoghesi e, in misura minore, ai Francesi del sud. Vi è anche una mescolanza Anatolica in Italia, con un'incidenza minore nel Nord Italia rispetto al Centro e Sud Italia. Livelli marginali (0,1-4%) di discendenza nordafricana è presente anch'essa nel Meridione.

## Quadro generale
Campioni di DNA dei Latini della regione del Latium vetus nell'Età del ferro e del periodo iniziale della Repubblica romana coincidono geneticamete con le popolazioni moderne del Nord e centro Italia (quattro su sei erano più vicini ai suddetti, mentre gli altri due erano più vicini alla popolazione meridionale). L'analisi del DNA mostra di come la colonizzazione greca ha avuto un effetto decisivo e significativo nel panorama genetico locale del Sud Italia, con le popolazioni odierne di quelle regioni aventi una componente genetica greca significativa. Complessivamente, la differenza genetica tra i Latini, gli Etruschi e le popolazioni Protovillanoviane precedenti è risultata insignificante. Nel 2019, l'analisi del DNA antico di fossili Romani hanno rilevato uno spostamento genetico considerevole verso un'ascendenza del centro e nord Europa negli abitanti della città di Roma nel periodo tardoantico e medievale. Gli autori collegano l'origine di questa ascendenza nei Visigoti e Longobardi. Precedentemente, molti cittadini dell'era imperiale erano raggruppati con i popoli del Mediterraneo centrale e orientale, quali gli Italiani del centro e del sud, i Greci, i Ciprioti e i Maltesi e, parzialmente, con le popolazioni del Levante e del Vicino oriente. Ciò era dato da una diretta immigrazione e contatti con le diaspore Greche, Fenicie e Puniche. Un'analisi del 2020 sugli aplogruppi materni dei campioni genetici antichi e moderni indicano una significativa somiglianza genetica e continuità tra gli abitanti moderni dell'Umbria e gli antichi abitanti della regione facenti parte del popolo Italico degli Umbri.
Vari studi confermano la variazione genetica in Italia è clinale, che va dal Mediterraneo occidentale a quello orientale. I Sardi sono un'eccezione peculiare in Italia e nel resto dell'Europa, dato dalla predominante discendenza neolitica del popolo preindoeuropeo dei Nuragici Riflettendo la storia dell'Europa e del più ampio bacino del Mediterraneo, si è scoperto che le popolazioni italiane sono composte principalmente dagli stessi componenti ancestrali, sebbene in proporzioni diverse, degli insediamenti del Mesolitico, Neolitico e Età del bronzo in Europa.
Lo spacco genetico tra il nord Italia e il sud Italia è riempito da un gruppo genetico intermedio dell'Italia centrale creando una variazione clinale continua che rispecchia la geografia. Le uniche eccezioni sono popolazioni minoritarie (principalmente minoranze Slovene dalla regione del Friuli-Venezia Giulia) che sono raggruppate con i parlanti di lingua slava Sloveni in Europa centrale, cosi come i Sardi, che sono distinti dalle popolazioni dell'Italia continentale e la Sicilia. Uno studio conseguito su comunità linguistiche e isolate residenti in Italia hanno rilevato che la loro Diversità genetica a distanze corte (0–200 km) e intermedie (700–800 km) era maggiore di quella osservata nell'intero continente europeo.
La distanza genetica tra Italiani del nord e del sud, benché larga per una singola Nazionalità europea, è simile a quella tra Tedeschi del nord e sud. Gli italiani del nord e del sud hanno iniziato a divergere già durante l'ultima era glaciale e sembrano racchiudere su scala più piccola la diversità clinale genetica osservabile in tutta Europa.

### Popoli preistorici e storici dell'Italia

Gruppi etnici d'Italia nell'età del ferro

Gli uomini moderni sono apparsi durante il Paleolitico superiore. Campioni dell'era Aurignaziana sono stati scoperti nella cava di Fumane e risalgono a 34 000 anni dal presente. Nel periodo Magdaleniano, i primi umani dai Pirenei popolano la Sardegna.
Uno studio genetico comparato sul DNA antico di oltre 50 resti ossei ritrovati in Europa, ha individuato una serie di cluster genici, tra i quali il cluster di Villabruna, dal nome del reperto geneico più antico, il Cacciatore della Val Rosna ritrovato in Veneto. Il cluster è caratterizzato dalla presenza dell'aplogruppo R1b, quello maggiormente presente dei moderni europei, di fatto la loro più antica testimonianza genetica in Europa occidentale. Il cluster rappresenta un elemento di discontinuità nella storia genetica europea, venendo a sostiuire, dopo l'ultimo massimo glaciale, le precedenti popolazioni maddaleniane dell'Europa occidentale; orginatosi nell'arco alpino italiano durante l'epigravettiano, si ipotizza sia giunto in Italia dai Balcani.
Durante il Neolitico, l'agricoltura viene introdotta da popoli dell'est e i primi villaggi vengono costruiti. Le armi diventano più sofisticate e i primi oggetti in argilla vengono prodotti. Nel tardo neolitico l'uso del Rame si diffonde, e i villaggi vengono costruiti sopra mucchi vicino ai laghi. In Sardegna, Sicilia e una parte dell'Italia continentale e peninsulare, la Cultura del vaso campaniforme si diffonde dall'europa occidentale e centrale; la sicilia ha anche subito influenze dall'Egeo nel periodo Miceneo.
Nel tardo periodo dell'Età del bronzo la Cultura dei campi di urne appare nell'Italia centrale e settentrionale. È caratterizzata dal rito della cremazione, che origina dal centro europa. L'uso del ferro incomincia a diffondersi, mentre in Sardegna, la Civiltà nuragica fiorisce.
All'alba dell'Età del ferro, gran parte dell'Italia viene abitata dagli Italici, come i Latini, Sabini, Sanniti e Umbri. La Toscana, il nordovest e i territori alpini erano popolati da popoli preindoeuropei quali gli Etruschi, Liguri, Euganei e Reti, mentre i Iapigi, di probabile origine Illirica, popolarono la Puglia.
Dall'ottavo secolo avanti cristo, coloni Greci fondano colonie nelle coste meridionali, formando poi quello che verrà chiamata Magna Grecia. Nello stesso periodo, coloni Fenici si posizionano nelle coste più occidentali della Sicilia, fondando Palermo. La civiltà Etrusca si sviluppa nella Toscana centromeridionale e nella Tuscia Laziale. Nel 4 secolo a.C., i Galli popolano l'Italia settentrionale e parti del centro Italia (zona nord delle marche, nella Provincia di Pesaro e Urbino). Con la caduta dell'Impero Romano d'Occidente, diverse popolazioni di origine germanica invasero l'Italia, la più significativa delle quali fu quella dei Longobardi, seguita, cinque secoli dopo, dai Normanni in Sicilia.

### Etruschi
Studi del 2019 e 2021 di archeogenetica, basati sull'analisi del DNA autosomico, del cromosoma Y e del DNA mitocondriale di campioni di oltre 50 individui provenienti dalla Toscana e Lazio settentrionale vissuti tra il 900 a.C. e il 1 a.C., hanno concluso che gli Etruschi erano autoctoni e privi di tracce genetiche riconducibili all'Anatolia dell'età del Bronzo e del Ferro, aggiungendo che gli Etruschi erano simili geneticamente ai Latini del Latium vetus e che entrambi si posizionavano nel cluster europeo, a occidente della popolazione odierna dell'Italia settentrionale. Negli Etruschi, come nei Latini, erano presenti percentuali significative della componente ancestrale che deriva dalle popolazioni dell'Eneolitico della steppa pontico-caspica di Russia e Ucraina, considerate progenitori dei popoli di lingua indoeuropea (cultura di Jamna), ma secondo i linguisti gli Etruschi parlavano una lingua non indoeuropea, considerata preindoeuropea e paleoeuropea. Il 75% dei campioni di individui etruschi di sesso maschile è risultato appartenere all'aplogruppo R1b (R-M269), soprattutto R1b-P312, R1b-U152 e il suo derivato R1b-L2, arrivati in Etruria dall'Europa centrale nell'età del Bronzo durante la cultura del vaso campaniforme (Bell Beaker), mentre il resto dei campioni etruschi apparteneva a sub-cladi di G2a (G-P303) (in particolare G2a-L497, originatosi in Europa centrale e presumibilmente arrivato in Etruria da nord), che hanno fatto la loro comparsa in Europa nel neolitico con la diffusione dell'agricoltura. Per quanto riguarda gli aplogruppi del DNA mitocondriale, il più diffuso tra gli Etruschi era largamente H, seguito da J e T.

### Latini
Uno studio archeogenetico pubblicato su Science nel novembre 2019 ha esaminato i resti di sei individui di sesso maschile provenienti da necropoli del Latium vetus, sepolti nei dintorni di Roma tra il 900 a.C. e il 200 a.C. I sei individui appartenevano agli aplogruppi paterni (Y-DNA) R-M269, T-L208, R-P311, R-PF7589 e R-P312 (due campioni), e gli aplogruppi materni (mtDNA) H1aj1a, T2c1f, H2a, U4a1a, H11a e H10. Gli individui esaminati si distinguevano dalle precedenti popolazioni dell’Italia del Calcolitico per la presenza di un 30% di ascendenza delle steppe. Quattro dei sei individui da necropoli latine di Ardea, Boville Ernica, Castel di Decima e Palestrina, sono risultati del tutto locali e simili geneticamente agli Etruschi, mentre due dei sei individui provenienti da sepolture latine da necropoli di Palestrina e Ardea mostravano oltre ad ascendenza locale dell’età del ferro anche ascendenza proveniente da una popolazione del Mediterraneo orientale.

## Cronologia del popolamento (Y-DNA)

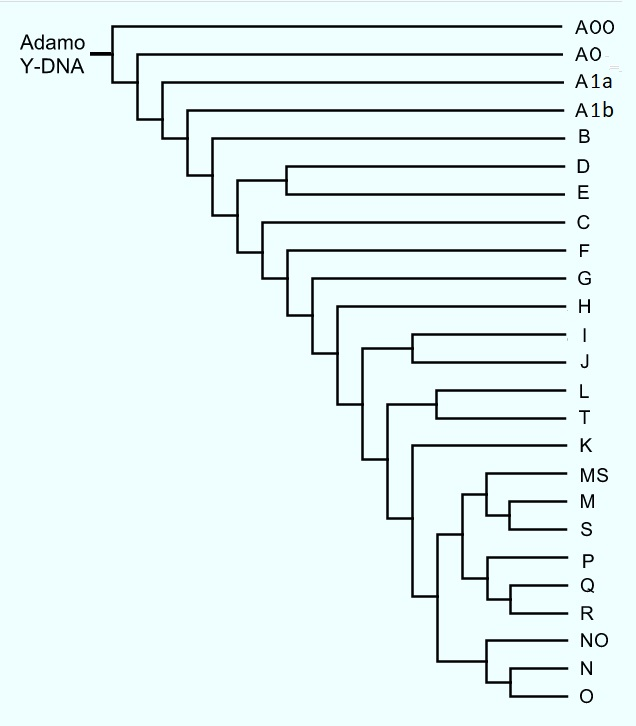
Principali aplogruppi del cromosoma Y (lettere A-T) correlati filogeneticamente in un albero. Adamo cromosomico-Y = Progenitore comune patrilineare

In genetica umana, il cromosoma Y viene suddiviso in aplogruppi definiti sulla base della mutazione di un singolo nucleotide nella sequenza non ricombinante del cromosoma Y chiamata NRY. Ogni mutazione corrisponde ad un aplotipio e il cromosoma Y viene ereditato di padre in figlio. Dal momento che la mutazione colpisce una sequenza non ricombinante (cioè che non subisce modificazioni quando viene ereditata), è possibile risalire, andando a ritroso di generazione in generazione, alla linea di discendenza maschile.

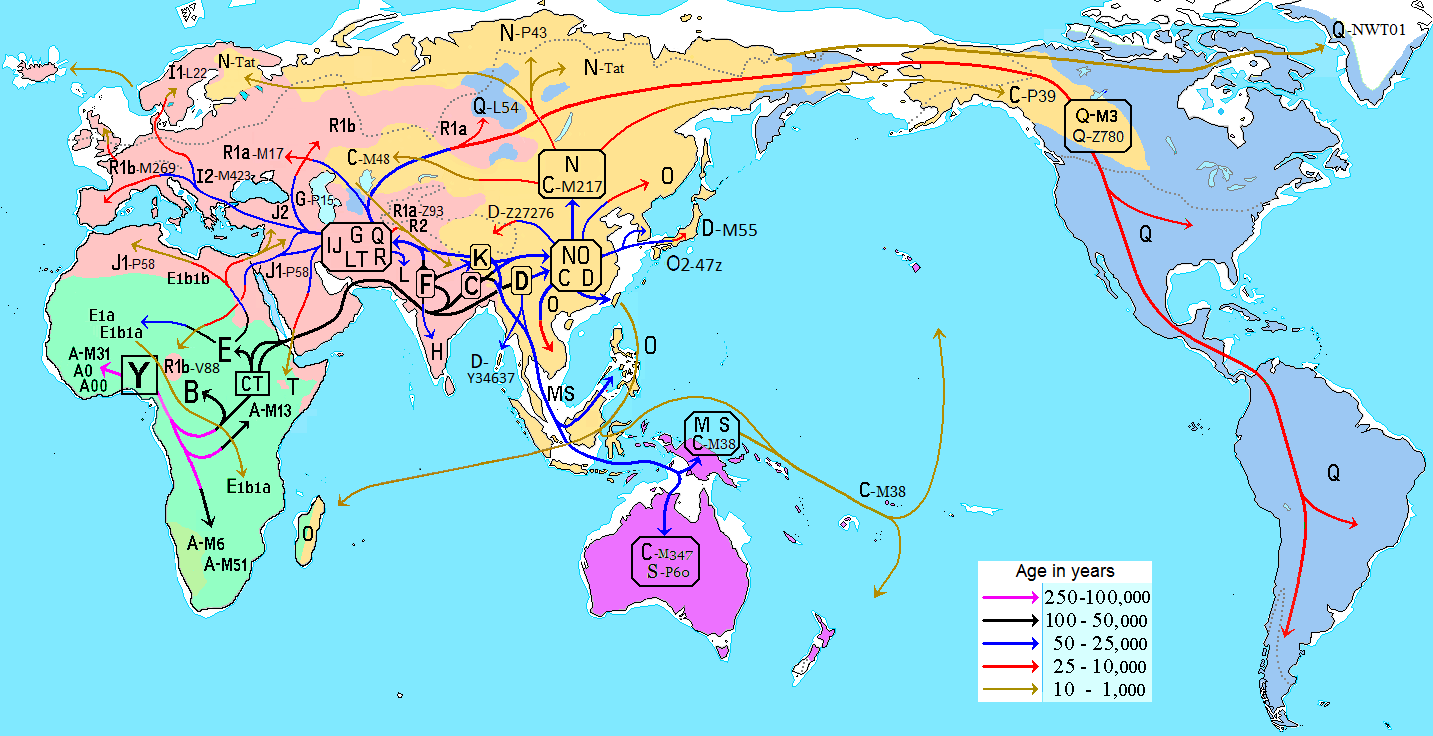
Mappa delle migrazioni dell'uomo secondo gli aplogruppi del cromosoma Y (i numeri sono gli anni prima del presente).

### Aplotipi europei legati all'Y-DNA
Lo studio degli aplotipi ovvero della combinazione delle varianti alleliche lungo un cromosoma o lungo un segmento cromosomico contenente loci strettamente associati tra di loro, e che in genere, vengono ereditati insieme, ha permesso di identificare due aplotipi europei definiti Eu18 ed Eu19 i quali hanno permesso, tramite metodiche di comparazione delle sequenze, di identificare tracce di migrazioni di popolazioni Europee risalenti all'epoca paleolitica, si ritiene che le migrazioni delle popolazioni europee siano dovute a fenomeni ambientali, quali glaciazioni, competizione fra popolazioni e ricerca di cibo, essendo gli aplotipi ereditati insieme, sono stati identificati due nuclei isolati di popolazioni, rispettivamente i nuclei nella penisola Iberica e i nuclei in Ucraina, questi aplotipi costituiscono il 50% dei cromosomi Y europei. L'aplotipo Eu19 è diffuso anche nel Pakistan settentrionale e nell'Asia centrale a supporto dell'ipotesi che queste due popolazioni siano migrate sia verso il centro Europa che verso l'Asia.

### Aplotipi italiani legati all'Y-DNA
Distribuzione percentuale degli aplotipi del cromosoma Y italiani.
| Regione               | I1   | I2a   | I2b  | R1a  | R1b   | G     | J2    | J1   | E1b1b | T    | Q  | N  |
| --------------------- | ---- | ----- | ---- | ---- | ----- | ----- | ----- | ---- | ----- | ---- | -- | -- |
| Italia                | 4,5% | 1     | 3.5% | 4,5% | 39%   | 9%    | 15,5% | 3%   | 13,5% | 2,5% | 0% | 0% |
| Italia settentrionale | 7%   | 1%    | 3.5% | 4,5% | 49.5% | 7.5%  | 10%   | 1.5% | 11%   | 2%   | 0% | 0% |
| Italia centrale       | 2.5% | 2%    | 1.5% | 3%   | 36%   | 11%   | 23%   | 5%   | 11.5% | 2,5% | 0% | 0% |
| Italia meridionale    | 2.5% | 3.5%  | 1%   | 3%   | 27.5% | 10.5% | 21.5% | 4%   | 18.5% | 2.5% | 0% | 0% |
| Toscana               | 4%   | 1.5%  | 2.5% | 4%   | 52.5% | 9%    | 11.5% | 2%   | 9%    | 2%   | 0% | 0% |
| Sicilia               | 3.5% | 3%    | 1%   | 4.5% | 26%   | 8.5%  | 23%   | 3.5% | 20.5% | 4%   | 1% | 0% |
| Sardegna              | 0%   | 37,5% | 2%   | 1%   | 18.5% | 12%   | 9%    | 4%   | 9.5%  | 1.5% | 0% | 0% |

## Cronologia del popolamento (mtDNA)
A differenza del cromosoma Y, il cui DNA è ereditato da parte paterna, il DNA mitocondriale (mtDNA) contenuto nei mitocondri, viene ereditato da parte materna e consente quindi di risalire alla via patrilineare femminile, l'aplogruppo mitocondriale U5b3 ha permesso di identificare un effetto del fondatore verificatosi circa 10.000 anni fa in Italia, si ritiene che le femmine portatrici siano successivamente migrate in Provenza, probabilmente fra i 9000 e 7000 anni fa, dove si sviluppò la variante U5b3a1. Fenomeni di migrazione successivi avrebbero poi permesso l'introduzione dell'aplotipo U5b3a1 dalla Provenza alla Sardegna, presumibilmente seguendo i commerci di ossidiana, ad oggi circa il 4% della popolazione femminile in Sardegna appartiene a questo aplotipo.

## Migrazioni umane riscontrate tramite analisi dell'Y-DNA

### Paleolitico superiore
Attraverso gli studi sulla variazione genetica del cromosoma Y in Europa, è stato riscontrato un primo periodo di colonizzazione in epoca tardo-glaciale, la quale ha portato alla differenziazione dei primi aplotipi europei associati all'uomo moderno. Ogni aplotipo viene di norma associato ad una popolazione, la quale, stanziatasi sul territorio, ha avuto un tempo sufficiente per differenziarsi dalla popolazione di origine, dando via ad un proprio aplotipo caratteristico. L'aplotipo I1a risulta maggiormente presente in Scandinavia, la sua frequenza diminuisce rapidamente spostandosi verso la pianura orientale e la frangia atlantica, tuttavia le differenze riscontrate a livello dei microsatelliti mostrano che probabilmente nel sud della Francia si debba ricercare la zona di origine delle popolazioni portatrici degli aplotipi I1a e I1c. L'aplotipo I1b si estende dall'Adriatico orientale fino all'Europa orientale,  diminuisce in direzione dei Balcani meridionali, e scompare bruscamente nel nord Italia. Si suppone che l'aplotipo I e sotto prodotti si siano originati durante l'ultima glaciazione nell'area dei Balcani o dell'Europa dell'est. Al contrario, la popolazione portatrice di I1b2, molto probabilmente, si originò nel sud della Francia, subendo un'espansione nel periodo post-glaciale, e, a seguito dei flussi migratori, avrebbe poi colonizzato la Sardegna circa 9000 anni fa.

### Mesolitico e Neolitico
Durante questo periodo si ha un grado di espansione apprezzabile dell'uomo moderno nella penisola Italiana. Gli studi attuali risultano molto complessi a causa della deriva genetica e degli effetti fondatori locali che si sono verificati su tutta la penisola in questo periodo di tempo.
L'Aplogruppo R1b (Y-DNA) viene ritenuto essere la più antica linea genetica presente nel continente europeo. La sua presenza viene comunemente associata ad un effetto del fondatore verificatosi nell'Europa centro occidentale.
Le popolazioni stanziatesi in Italia dal Mesolitico sono caratterizzate da alte frequenze di R1*(xR1a1), condizione che si ritrova ad oggi nelle popolazioni basche, ritenute le più somiglianti geneticamente ai primi europei. Durante il Neolitico i migranti introducono le varianti E3B1 e J2, il 27% delle variazioni genetiche totali, basate sull'analisi dei polimorfismi, indicano un chiaro gradiente di distribuzione della popolazione italiana sull'asse nord-sud della penisola. Le variazioni introdotte nel Neolitico non sembrano essere dovute a flussi migratori provenienti dalla Spagna, ma si configurano come migrazioni provenienti dall'Asia o dall'Anatolia attraverso l'attuale area Balcanica; diversi autori hanno suggerito che l'asse di distribuzione Nord-Sud delle differenze genetiche fra le popolazioni italiane sia dovuto agli eventi di colonizzazione greca nel Sud. Tuttavia nuovi studi suggeriscono che in epoca Neolitica fu l'influenza delle popolazioni provenienti dall'Anatolia la causa principale delle differenze nel bacino genetico italiano, assegnando ai greci un ruolo di secondaria importanza; attualmente si assume che durante il Neolitico si consolidò l'aplotipo principale R1*(xR1a1) mentre gli aplotipi HGS, E3B1 e J2 risultano assenti o presenti a bassa frequenza. In particolare, nel nord d'Italia si ritrova a bassissima frequenza E3b2 di origine africana.

### R1b-S28 (U152)
La distribuzione della variazione STR di R1b in Europa diminuisce da est a ovest, suggerendo un ingresso in Europa dall'Asia occidentale con la diffusione dell'agricoltura. R1b viene spesso citato come esempio di una distribuzione ad onda dell'aplogruppo, in questo caso, da est a ovest.. La proposta di un'origine a sud-est di R1b origina con la scoperta dei primi subcladi di R1b localizzati in Asia occidentale e il più recente in Europa occidentale. Tuttavia non vi è accordo sulle datazioni della migrazione o migrazioni responsabili di questa distribuzione, non si escludono migrazioni prima o dopo il Neolitico.
David K. Faux ha ipotizzato che la mutazione S28 (marcatore U152), e relativi sottogruppi, possano essere associati in maniera non esclusiva alla popolazione celtica dell'arco Alpino.
Alcuni studi hanno identificato l'esistenza di un sottoclade a livello dell'arco Alpino localizzato nell'Italia nord occidentale chiamato S28/U152 il quale suggerisce l'esistenza di un nucleo di dispersione aplotipica proprio della penisola italiana a livello delle Alpi, comprendente il nord-ovest italiano a partire dal 1200 aC, tuttavia non è ancora stata identificata la prima area geografica nella quale sia comparso tale marcatore.
Questa subclade dell'aplogruppo R1b è la più comune nella penisola italiana (26,6% al Nord e 10,5% al Sud) e nelle isole di Sardegna e Corsica.

### E1b1b (ex E3B)
E1b1b (E-M215), precedentemente noto come E3B (o "aplotipo V") è definito dalla mutazione M215., attualmente è oggetto di numerose controversie.
Attualmente le linee partilineari di E-M215 ed E-M35 appaiono identiche, si ritiene che l'aplogruppo compaia in Africa orientale circa 22400 anni fa.
In Europa è presente E-M35, alcuni studiosi hanno ipotizzato che questa mutazione possa rappresentare il marcatore di un'antica migrazione avvenuta nel tardo Pleistocene dal Nord Africa verso l'Europa, Sinai ed Egitto.
In Italia prevale il sottoclade E-V13
Alcuni studiosi hanno avanzato l'ipotesi secondo la quale l'aplogruppo E3b1a2 sia stato introdotto in Gran Bretagna a partire dalle popolazioni greche, spinte in quanto arruolate dall'esercito Romano a colonizzare l'isola Britannica, assegnando alla dominazione imperiale Romana un ruolo indiretto nella diffusione di questo aplotipo, appartenente al Peloponneso, nell'isola Britannica.

### J2a-M410 e J2b-M12
La diffusione dell'aplotipo J2 nel bacino del Mediterraneo viene spesso associata all'espansione dei popoli agricoli durante il periodo Neolitico. La comparsa di J2 è stimata a circa 18,500 anni fa con uno scarto di 3.500 anni fa. Taluni studiosi lo inseriscono fra gli aplogruppi dell'Asia occidentale e sud-orientale, associandolo alla presenza di reperti archeologici del neolitico, come statuette e ceramiche dipinte è stata avanzata l'ipotesi che il subclade J2a-M410 appartenga ai primi agricoltori. Tuttavia altri studiosi ipotizzano un possibile evento di dispersione nel post-neolitico, in particolare legato alla dominazione della Grecia antica.
In Europa, la frequenza di aplogruppo J2 scende drammaticamente muovendosi verso nord dal Mediterraneo.
In Italia, J2 si presenta con frequenze regionali che variano tra il 9% e il 36%.
È stato proposto che il subclade J2a-M410 sia collegato alle popolazioni dell'antica Creta. L'aplogruppo J2b-M12 è stato associato con l’Anatolia del Neolitico (circa 8500 - 4300 aC) ed è stato segnalato all'interno di siti Cretesi (3,1%).

### J1 J-M267
Negli studi meno recenti viene denominato UE10, questo aplogruppo si trova con frequenze importanti nel Medio Oriente, Caucaso, Nord Africa, Corno d'Africa. Si trova anche meno frequentemente, ma ancora occasionalmente in quantità significative, in Europa e in Estremo Oriente come il subcontinente indiano e nell'Asia centrale.
J1 viene diviso in diversi sub-cladi, alcuni dei quali sono stati riconosciuti prima ancora di J1, per esempio J-M62. Con la sola eccezione di J1c3, la maggior parte dei subcladi non risultano comuni. La frequenza e la diversità di J1 (e anche di J2) rendono questo aplotipo uno dei marcatori candidati tramite i quali si ipotizza che si possa ricostruire la diffusione della tecnologia agricola durante il Neolitico.
| Popolazione     | Sample size | J1 totale | J1 in assenza di P58 | J-P58 (J1c3) | pubblicazione            |
| Nord Est Italia | 67          | 0.0%      | NA                   | NA           | Battaglia et al. (2008)  |
| Italiani        | 915         | 0.7%      | NA                   | NA           | Capelli et al. (2009)    |
| Siciliani       | 236         | 3.8%      | NA                   | NA           | Di Gaetano et al. (2009) |

### G M201
L'aplogruppo G del cromosoma Y si presenta a basse frequenze in più popolazioni, ma risulta distribuito in Europa centrale e Asia occidentale, Nord Africa, India e Sri Lanka.
Attualmente non vi è consenso sulle date e luoghi di origine di questo aplogruppo.
In Europa occidentale e nell'area del Mar Nero l'aplogruppo G si trova in media in circa il 5% della popolazione. La concentrazione scende al di sotto di questa media in Scandinavia, Polonia, Islanda e isole britanniche.
In Tirolo (e Alto Adige) la percentuale G raggiunge l'8% o più; Nelle zone settentrionali ed in Sardegna raggiunge picchi all'11% della popolazione. Analisi genetiche sui resti della mummia del Similaun, meglio nota come Ötzi, hanno dimostrato che apparteneva a una subclade (G-L91) di questo aplogruppo.

### Romanizzazione
Per quanto il fenomeno della romanizzazione, in Italia ed in Europa, abbia apportato importanti contributi sul piano culturale, politico e storico delle popolazioni locali, non si riscontra un processo di omogeneizzazione a livello genetico. Le varie aree dell'Italia presentano ad oggi differenze sul piano della distribuzione percentuale degli aplotipi, legati alla discendenza Y nelle varie zone d'Italia, la quale appare più similare alla distribuzione del periodo pre-romano.
Sotto il profilo genetico la penisola italiana e le isole del Mediterraneo hanno interessato diversi autori: ciò si deve alla contemporanea presenza di popoli rimasti relativamente isolati, quali per esempio i Sardi, e popolazioni enormemente eterogenee e da sempre interessate da fenomeni migratori, quali per esempio quelle costiere dell'Italia meridionale.
Anche le migrazioni avvenute in suolo italico dalla caduta dell'Impero romano d'Occidente fino all'anno 1000 d.C. non hanno alterato in maniera significativa il pool genetico degli odierni italiani; si stima che l'aplogruppo I sia diffuso fra gli italiani del nord nell'ordine del 2-3% e fra gli italiani del sud nell'1-1,5%. Alcuni subcladi dell'aplogruppo R1a, che potrebbero essere penetrati in Italia assieme alle invasioni provenienti dall'Europa nord-occidentale, compaiono in ordini di percentuali fra il 2,5% ed in particolare R1b1c9 a cui appartiene il 3,5% degli italiani, 5,6% nel Nord Italia, particolarmente diffusa fra i popoli dell'Europa nord-occidentale, essendo però questi subcladi appena citati piuttosto diffusi anche in altre aree europee è difficile stabilire se siano stati veramente introdotti in Italia da migrazioni di quei popoli.

### Arabi
Ulteriori migrazioni di popolazioni come quelle risultanti dalle scorrerie arabe non hanno intaccato in percentuali significative la distribuzione aplotipica dell'Italia, ad eccezione della Sicilia dove la civiltà araba ha prosperato per circa due secoli e l'impatto della colonizzazione araba è avvenuto in modo più intenso rispetto alla penisola; la presenza araba non ha tuttavia modificato in modo significativo la composizione neolitica dell'isola. Il contributo arabo si stima tra il 6% e il 7,5% in Sicilia, 6,5% in Puglia Nord-Occidentale, 4,8% in Campania orientale; è da sottolineare il fatto che precedenti studi effettuati nelle stesse aree diedero percentuali minori. Le altre regioni dimostrano percentuali minori, dallo 0 al 2%.

### Normanni
Il Regno Normanno di Sicilia fu creato nel 1130, con Palermo capitale, 70 anni dopo l'iniziale migrazione normanna e 40 dopo la conquista dell'ultima città, Noto nel 1091, e durerà fino al 1198. Oggi si trova nella Sicilia nord-occidentale , intorno a Palermo e Trapani, che il DNA Y normanno è comune, con il 15-20% dei lignaggi appartenenti all'aplogruppo I. Nella restante parte dell’isola si attesta intorno all’8-15%.

## Mappa genetica dell'Europa
Diversi ricercatori hanno contribuito allo sviluppo di una mappa genetica dell'Europa, che mostra un evidente grado di somiglianza strutturale alla mappa geografica. Le principali differenze genetiche si sono riscontrate fra le popolazioni del nord e del sud. Una ricerca genetica pubblicata su Current Biology, che prendeva a campione 24 popolazioni umane europee, conferma che le differenze genetiche in Europa sono direttamente proporzionali alla distanza tra i popoli con maggiori differenze per l'Italia e la Finlandia. Le popolazioni abitanti questi due paesi mostrerebbero quindi una maggiore distanza genetica rispetto alle altre 22 popolazioni campionate per via delle barriere geografiche che li separano dalle altre popolazioni.
Per ciò che concerne l'Italia in particolare, uno studio del 2014 rileva che «le popolazioni italiane sono estremamente eterogenee da un punto di vista genetico, tanto da poter paragonare la loro diversità a quella che si osserva tra gruppi che vivono agli angoli opposti dell'Europa». Un altro studio corrobora quanto appena riferito sull'eterogeneità genetica della popolazione italiana, la quale risulta distribuita lungo un asse longitudinale ovest-est; i sardi presentano invece dei pattern specifici, nonché dei rilevanti punti di contatto coi primi abitanti storici dell'isola.
I ricercatori ipotizzano tre principali eventi di colonizzazione dell'Europa a partire da sud. I primi esseri umani moderni vi avrebbero fatto il loro ingresso circa 45.000 anni fa, in seguito al quale si verificò un'interruzione dei flussi migratori dovuto ad un massimo glaciale, circa 20.000 anni fa; la seconda colonizzazione, avvenuta al ritiro dei ghiacci, risalirebbe a circa 17.000 anni fa a partire da popolazioni di ritorno dalle zone di rifugio a sud; l'ultima colonizzazione si ebbe intorno ai 10.000 anni fa con l'espansione dal Vicino Oriente dell'agricoltura.

### Libri
- Luigi L. Cavalli Sforza, Paolo Menozzi e Alberto Piazza, Storia e geografia dei geni umani, 2ª ed., Milano, Adelphi, 2000, ISBN 978-88-459-1588-8.
- L. e F. Cavalli-Sforza, Chi siamo, Milano, Mondadori, 1993, ISBN 88-04-36901-9.
- Luigi L. Cavalli Sforza e Albert J. Ammerman, La transizione neolitica e la genetica di popolazione in Europa, Torino, Boringhieri, 1986, ISBN 88-339-0043-6.
- Luigi L. Cavalli Sforza, Francesco Cavalli-Sforza e Ada Piazza, Razza o pregiudizio? L'evoluzione dell'uomo fra natura e storia, Milano, Einaudi scuola, 1996, ISBN 88-286-0297-X.
- (EN) Cultural transmission and evolution. A quantitative approach, con Marcus W. Feldman, Princeton, Princeton University Press, 1981.
- (EN) Luigi L. Cavalli-Sforza e A.W.F. Edwards, Analysis of human evolution, in S. J. Geerts (a cura di), Genetics Today. Proceedings of the XI International Congress of Genetics, The Hague, The Netherlands, September, 1963, vol. 3, Oxford, Pergamon Press, 1965,  pp. 923–933.
- (EN) The genetics of human population, con Walter F. Bodmer, San Francisco, W. H. Freeman and C., 1971.

### Riviste
- (EN) Capocasa M, Anagnostou P, Bachis V, Battaggia C, Bertoncini S, Biondi G, Boattini A, Boschi I, Brisighelli F, Caló CM, Carta M, Coia V, Corrias L, Crivellaro F, De Fanti S, Dominici V, Ferri G, Francalacci P, Franceschi ZA, Luiselli D, Morelli L, Paoli G, Rickards O, Robledo R, Sanna D, Sanna E, Sarno S, Sineo L, Taglioli L, Tagarelli G, Tofanelli S, Vona G, Pettener D e Destro Bisol G, Linguistic, geographic and genetic isolation: a collaborative study of Italian populations, in Journal of Anthropological Sciences, vol. 92, n. 92, 2014,  pp. 201–31, DOI:10.4436/JASS.92001, PMID 24607994.
- (EN) Qiaomei Fu, Cosimo Posth, Mateja Hajdinjak, Petr M, Mallick S, Fernandes D, Furtwängler A, Haak W, Meyer M, Mittnik A, Nickel B, Peltzer A, Rohland N, Slon V, Talamo S, Lazaridis I, Lipson M, Mathieson I, Schiffels S, Skoglund P, Derevianko AP, Drozdov N, Slavinsky V, Tsybankov A, Cremonesi RG, Mallegni F, Gély B, Vacca E, Morales MR, Straus LG, Neugebauer-Maresch C, Teschler-Nicola M, Constantin S, Moldovan OT, Benazzi S, Peresani M, Coppola D, Lari M, Ricci S, Ronchitelli A, Valentin F, Thevenet C, Wehrberger K, Grigorescu D, Rougier H, Crevecoeur I, Flas D, Semal P, Mannino MA, Cupillard C, Bocherens H, Conard NJ, Harvati K, Moiseyev V, Drucker DG, Svoboda J, Richards MP, Caramelli D, Pinhasi R, Kelso J, Patterson N, Krause J, Pääbo S e Reich D., The genetic history of Ice Age Europe, in Nature, vol. 534, n. 7606, 2016,  pp. 200–205, DOI:10.1038/nature17993. URL consultato il 17 giugno 2025.
- (EN) Raveane A, Aneli S, Montinaro F, Athanasiadis G, Barlera S, Birolo G, Boncoraglio G, Di Blasio AM, Di Gaetano C, Pagani L, Parolo S, Paschou P, Piazza A, Stamatoyannopoulos G, Angius A, Brucato N, Cucca F, Hellenthal G, Mulas A, Peyret-Guzzon M, Zoledziewska M, Baali A, Bycroft C, Cherkaoui M, Chiaroni J, Di Cristofaro J, Dina C, Dugoujon JM, Galan P, Giemza J, Kivisild T, Mazieres S, Melhaoui M, Metspalu M, Myers S, Pereira L, Ricaut FX, Brisighelli F, Cardinali I, Grugni V, Lancioni H, Pascali VL, Torroni A, Semino O, Matullo G, Achilli A, Olivieri A e Capelli C, Population structure of modern-day Italians reveals patterns of ancient and archaic ancestries in Southern Europe, in Science Advances, vol. 5, n. 9, 2019, DOI:10.1126/sciadv.aaw3492, PMC 6726452, PMID 31517044.
- (EN) Posth C, Yu H, Ghalichi A, Rougier H, Crevecoeur I, Huang Y, Ringbauer H, Rohrlach AB, Nägele K, Villalba-Mouco V, Radzeviciute R, Ferraz T, Stoessel A, Tukhbatova R, Drucker DG, Lari M, Modi A, Vai S, Saupe T, Scheib CL, Catalano G, Pagani L, Talamo S, Fewlass H, Klaric L, Morala A, Rué M, Madelaine S, Crépin L, Caverne JB, Bocaege E, Ricci S, Boschin F, Bayle P, Maureille B, Le Brun-Ricalens F, Bordes JG, Oxilia G, Bortolini E, Bignon-Lau O, Debout G, Orliac M, Zazzo A, Sparacello V, Starnini E, Sineo L, van der Plicht J, Pecqueur L, Merceron G, Garcia G, Leuvrey JM, Garcia CB, Gómez-Olivencia A, Połtowicz-Bobak M, Bobak D, Le Luyer M, Storm P, Hoffmann C, Kabaciński J, Filimonova T, Shnaider S, Berezina N, González-Rabanal B, González Morales MR, Marín-Arroyo AB, López B, Alonso-Llamazares C, Ronchitelli A, Polet C, Jadin I, Cauwe N, Soler J, Coromina N, Rufí I, Cottiaux R, Clark G, Straus LG, Julien MA, Renhart S, Talaa D, Benazzi S, Romandini M, Amkreutz L, Bocherens H, Wißing C, Villotte S, de Pablo JF, Gómez-Puche M, Esquembre-Bebia MA, Bodu P, Smits L, Souffi B, Jankauskas R, Kozakaitė J, Cupillard C, Benthien H, Wehrberger K, Schmitz RW, Feine SC, Schüler T, Thevenet C, Grigorescu D, Lüth F, Kotula A, Piezonka H, Schopper F, Svoboda J, Sázelová S, Chizhevsky A, Khokhlov A, Conard NJ, Valentin F, Harvati K, Semal P, Jungklaus B, Suvorov A, Schulting R, Moiseyev V, Mannermaa K, Buzhilova A, Terberger T, Caramelli D, Altena E, Haak W e Krause J., Palaeogenomics of Upper Palaeolithic to Neolithic European hunter-gatherers, in Nature, vol. 615, 2023,  pp. 117-126, DOI:10.1038/s41586-023-05726-0. URL consultato il 22 giugno 2025.